# Psygmorchis
Psygmorchis é um género botânico pertencente à família das orquídeas (Orchidaceae).